# Iekaterina Vàzem
Iekaterina Vàzem   (Moscou, 25 de gener de 1848 - Sant Petersburg, 14 de desembre de 1937) va ser una prima ballarina i instructora russa, l'alumne més destacat de la qual va ser la llegendària Anna Pavlova.
Va néixer Matilda Vàzem el 1848 a Moscou, Imperi Rus. Es va traslladar a Sant Petersburg, on, el 1866, va ser nomenada la millor alumna de l'Imperial Theatre School (ara el Ballet Mariinsky).
Es va fer famosa per ballar primerament el paper de Nikiya en el ballet de Marius Petipa, el 1877, La Bayadère. Va passar a ser la professora de la llegendària prima ballarina Anna Pavlova.

## La Bayadère
Durant la segona meitat del segle xix, el ballet rus va ser dominat per artistes estrangers, encara que durant la dècada de 1860 a principis de la dècada de 1880, l'administració del teatre va fomentar la promoció del talent natiu. Vàzem - un terrè -a-terre virtuós - va pujar a les files del Ballet Imperial per convertir-se en una de les ballarines més celebrades de la companyia. Malgrat ser un rendiment beneficiós per a Vàzem, amb les entrades més cares que per a l'òpera, la primera actuació de La Bayadère. Va interpretar a un liceu complet. Al final de l'espectacle, el públic aplaudí durant més de mitja hora. Les revisions eren uniformement complementàries, tot i que van registrar les queixes de la llicència de Petipa en relació amb els fets històrics. També es van centrar en els inconvenients inevitables que es van produir en la majoria de les primeres actuacions. Per exemple, a l'escena del Regne de les Ombres, l'aparició d'un palau màgic va ser malmès i retardat fins que Nikiya s'havia tornat a enfrontar-se.

## Alumnes
Entre els alumnes: Anna Pavlova, Olga Preobrajenska, Agrippina Vagànova, Mathilde Kschessinska, Vera Trefilova, Olga Spessívtseva, Ielizaveta Guerdt, Elza Vill, Boris Shavrov, Konstantín Serguéiev, etc.